# Jerome Ngom Mbekeli
Jerome Ngom Mbekeli (Yaoundé, 30 settembre 1998) è un calciatore camerunese, centrocampista del Meizhou Kejia.

## Carriera

### Club
Nel 2019 viene acquistato dal Swope P.R., squadra satellite dello Sporting K.C. militante nella MLS; debutta nella USL Championship, seconda serie statunitense, il 9 marzo partendo da titolare e fornendo l'assist per l'unica rete segnata dalla propria squadra. Circa un mese dopo, il 6 aprile, ha realizzato le prime reti siglando una doppietta contro il Bethlehem Steel. 
L'anno successivo viene ingaggiato dal San Diego Loyal, con cui ha giocato soltanto una partita, contro il Tacoma Defiance, rimanendo in campo per un'ora.
Tra il 2023 ed il 2024 realizza 3 reti in 24 presenze nella prima divisione moldava con la maglia dello Sheriff Tiraspol.

### Nazionale
Ha giocato nella nazionale camerunese Under-23.
Il 9 novembre 2022 esordisce con il Camerun, partendo titolare contro la Giamaica in un match amichevole e venendo sostituito al minuto 71.
Convocato per il campionato del mondo 2022 in Qatar, debutta il 2 dicembre 2022 in occasione dell'ultima gara della fase a gironi vinta 1-0 contro il Brasile; subentrato all'86º minuto di gioco al posto di Nicolas Moumi Ngamaleu, ha fornito l’assist per la rete della vittoria realizzata da Vincent Aboubakar.

## Statistiche

### Presenze e reti nei club
| Stagione                | Squadra                 | Campionato              | Campionato | Campionato | Coppe nazionali | Coppe nazionali | Coppe nazionali | Coppe continentali | Coppe continentali | Coppe continentali | Altre coppe | Altre coppe | Altre coppe | Totale | Totale | Totale |
| Stagione                | Squadra                 | Comp                    | Pres       | Reti       | Comp            | Pres            | Reti            | Comp               | Pres               | Reti               | Comp        | Pres        | Reti        | Pres   | Reti   |        |
| ----------------------- | ----------------------- | ----------------------- | ---------- | ---------- | --------------- | --------------- | --------------- | ------------------ | ------------------ | ------------------ | ----------- | ----------- | ----------- | ------ | ------ | ------ |
| 2017                    | APEJES Academy          |                         | ?          | ?          |                 | -               | -               | CCC                | 2                  | 1                  |             | -           | -           | 2      | 1      |        |
| 2018-2019               | Vyškov                  |                         | ?          | ?          |                 | -               | -               |                    | -                  | -                  |             | -           | -           | ?      | ?      |        |
| 2019                    | Swope P.R.              | USL                     | 19         | 2          |                 | -               | -               |                    | -                  | -                  |             | -           | -           | 19     | 2      |        |
| 2020                    | San Diego Loyal         | USL                     | 1          | 0          |                 | -               | -               |                    | -                  | -                  |             | -           | -           | 1      | 0      |        |
| 2020-2021               | APEJES Academy          |                         | ?          | ?          |                 | -               | -               |                    | -                  | -                  |             | -           | -           | ?      | ?      |        |
| Totale APEJES Academy   | Totale APEJES Academy   | Totale APEJES Academy   | ?          | ?          |                 | -               | -               |                    | 2                  | 1                  |             | -           | -           | 2      | 1      |        |
| gen.-giu. 2023          | SK Beveren              | TK                      | 7          | 0          |                 | -               | -               |                    | -                  | -                  |             | -           | -           | 7      | 0      |        |
| 2023-2024               | Sheriff Tiraspol        | SL                      | 17         | 3          | CM              | 2               | 0               | UCL+UEL+UECL       | 4+3+6              | 1+1+1              |             | -           | -           | 32     | 6      |        |
| 2024-2025               | Sheriff Tiraspol        | SL                      | 7          | 0          | CM              | -               | -               | UEL+UCL            | 1+2                | 0                  |             | -           | -           | 10     | 0      |        |
| Totale Sheriff Tiraspol | Totale Sheriff Tiraspol | Totale Sheriff Tiraspol | 24         | 3          |                 | 2               | 0               |                    | 16                 | 3                  |             | -           | -           | 42     | 6      |        |
| Totale carriera         | Totale carriera         | Totale carriera         | 51         | 5          |                 | 2               | 0               |                    | 18                 | 4                  |             | -           | -           | 71     | 9      |        |

### Cronologia presenze e reti in nazionale
| Cronologia completa delle presenze e delle reti in nazionale ― Camerun | Cronologia completa delle presenze e delle reti in nazionale ― Camerun | Cronologia completa delle presenze e delle reti in nazionale ― Camerun | Cronologia completa delle presenze e delle reti in nazionale ― Camerun | Cronologia completa delle presenze e delle reti in nazionale ― Camerun | Cronologia completa delle presenze e delle reti in nazionale ― Camerun | Cronologia completa delle presenze e delle reti in nazionale ― Camerun | Cronologia completa delle presenze e delle reti in nazionale ― Camerun |
| Data                                                                   | Città                                                                  | In casa                                                                | Risultato                                                              | Ospiti                                                                 | Competizione                                                           | Reti                                                                   | Note                                                                   |
| ---------------------------------------------------------------------- | ---------------------------------------------------------------------- | ---------------------------------------------------------------------- | ---------------------------------------------------------------------- | ---------------------------------------------------------------------- | ---------------------------------------------------------------------- | ---------------------------------------------------------------------- | ---------------------------------------------------------------------- |
| 9-11-2022                                                              | Yaoundé                                                                | Camerun                                                                | 1 – 0                                                                  | Giamaica                                                               | Amichevole                                                             | -                                                                      | 71’                                                                    |
| 2-12-2022                                                              | Lusail                                                                 | Camerun                                                                | 1 – 0                                                                  | Brasile                                                                | Mondiali 2022 - 1º turno                                               | -                                                                      | 86’                                                                    |
| 16-1-2023                                                              | Bir El Djir                                                            | Camerun                                                                | 1 – 0                                                                  | Rep. del Congo                                                         | Campionato delle nazioni africane 2022 - 1º turno                      | 1                                                                      |                                                                        |
| 24-1-2023                                                              | Bir El Djir                                                            | Niger                                                                  | 1 – 0                                                                  | Camerun                                                                | Campionato delle nazioni africane 2022 - 1º turno                      | -                                                                      |                                                                        |
| 24-3-2023                                                              | Yaoundé                                                                | Camerun                                                                | 1 – 1                                                                  | Namibia                                                                | Qual. Coppa d'Africa 2023                                              | -                                                                      | 46’                                                                    |
| 28-3-2023                                                              | Johannesburg                                                           | Namibia                                                                | 2 – 1                                                                  | Camerun                                                                | Qual. Coppa d'Africa 2023                                              | -                                                                      | 71’                                                                    |
| 12-10-2023                                                             | Mosca                                                                  | Russia                                                                 | 1 – 0                                                                  | Camerun                                                                | Amichevole                                                             | -                                                                      | 77’                                                                    |
| Totale                                                                 |                                                                        | Presenze                                                               | 7                                                                      |                                                                        | Reti                                                                   | 0                                                                      |                                                                        |

## Palmarès

### Club

#### Competizioni nazionali
- Coppa del Camerun: 1

APEJES Academy: 2016